# Светско првенство у атлетици на отвореном 2019 — штафета 4 × 400 метара за жене
Трка штафета 4 х 400 метара у женској конкуренцији на 17. Светском првенству у атлетици 2019. у Дохи одржана је 5. и 6. октобра на стадиону Khalifa International Stadium.
Титулу светских првакиња из Лондона 2017. одбранила је штафета САД.

## Освајачи медаља
|                                                                               | |                                                                                      |
| САД · Филис Франсис, · Сидни Маклохлин, · Далила Мухамед, · Wadeline Jonathas | Пољска · Ига Баумгарт-Витан, · Патрицја Вићшкјевич, · Малгожата Холуб-Ковалик, · Јустина Свјенти-Ерсетик | Јамајка · Анастасија Ле-Рој, · Тифани Џејмс, · Стефани Ен Макферсон, · Шерика Џексон |

## Рекорди
Стање 26. септембар 2019.
| Рекорди пре почетка Светског првенства 2019.  | Рекорди пре почетка Светског првенства 2019.                                                    | Рекорди пре почетка Светског првенства 2019. | Рекорди пре почетка Светског првенства 2019. | Рекорди пре почетка Светског првенства 2019. |
| --------------------------------------------- | ----------------------------------------------------------------------------------------------- | -------------------------------------------- | -------------------------------------------- | -------------------------------------------- |
| Олимпијски рекорди                            | Совјетски Савез · (Татјана Ледовскаја, Олга Назарова, Марија Кулчунова, Олга Бризгина)          | 3:15,17                                      | Сеул, Јужна Кореја                           | 1. октобар 1988.                             |
| Светски рекорд                                | Совјетски Савез · (Татјана Ледовскаја, Олга Назарова, Марија Кулчунова, Олга Бризгина)          | 3:15,17                                      | Сеул, Јужна Кореја                           | 1. октобар 1988.                             |
| Рекорд светских првенстава                    | Сједињене Државе · (Гвен Торенс, Мејсел Малон-Волас, Наташа Кајзер, Џерл Мајлс-Кларк)           | 3:16,71                                      | Штутгарт, Немачка                            | 22. август 1993.                             |
| Најбољи светски резултат сезоне               | Сједињене Државе − У20 · (Алексис Холмс, Кимберли Харис, Зијах Холман, Кајла Дејвис)            | 3:24,04                                      | Сан Хозе, САД                                | 21. јул 2019.                                |
| Европски рекорд                               | Совјетски Савез · (Татјана Ледовскаја, Олга Назарова, Марија Кулчунова, Олга Бризгина)          | 3:15,17                                      | Сеул, Јужна Кореја                           | 1. октобар 1988.                             |
| Северноамерички рекорд                        | Сједињене Државе · (Денин Хауард-Хил, Дајана Диксон, Валери Бриско-Хукс, Флоренс Грифит Џојнер) | 3:15,51                                      | Сеул, Јужна Кореја                           | 1. октобар 1988.                             |
| Јужноамерички рекорд                          | Бразил · (Жеиса Апаресида Котињо, Барбара де Оливеира, Јоелма Соуса, Јаилма де Лима)            | 3:26,68                                      | Сао Пауло, Бразил                            | 7. август 2011.                              |
| Афрички рекорд                                | Нигерија · (Олабиси Афолаби, Фатима Јусуф, Черити Опара, Falilat Ogunkoya)                      | 3:21,04                                      | Атланта, САД                                 | 3. август 1996.                              |
| Азијски рекорд                                | Кина · (Сјаохунгg Ан, Сјаојуен Бај, Чуенјинг Цао, Јућин Ма)                                     | 3:24,28                                      | Пекинг, Кина                                 | 13. септембар 1993.                          |
| Океанијски рекорд                             | Аустралија · (Нова Перис, Тамсин Ману, Мелинда Гејнсфорд-Тејлор, Кети Фриман)                   | 3:23,81                                      | Сиднеј, Аустралија                           | 30. септембар 2000.                          |
| Рекорди остварени на Светском првенству 2019. |                                                                                                 |                                              |                                              |                                              |
| Најбољи светски резултат сезоне               | ЈАМ · (Ронеиша Макгрегор, Анастасија Ле-Рој, Тифани Џејмс, Стефани Ен Макферсон)                | 3:23,64                                      | Доха, Катар                                  | 5. октобар 2019.                             |
| Најбољи светски резултат сезоне               | САД · (Џесика Бирд, Алисон Филикс, Кендал Елис, Кортни Около)                                   | 3:22,96                                      | Доха, Катар                                  | 5. октобар 2019.                             |
| Најбољи светски резултат сезоне               | САД · (Филис Франсис, Сидни Маклохлин, Далила Мухамед, Wadeline Jonathas)                       | 3:18,92                                      | Доха, Катар                                  | 6. октобар 2019.                             |

## Критеријум квалификација
Десет штафета се квалификовале као финалисти Светског првенства у такмичењу штафета 2019. године.,.
1. Сједињене Државе (3:15.51)
2. Пољска (3:24.49)
3. Јамајка (3:18.71)
4. Велика Британија  (3:20.04)
5. Канада (3:21.21)
6. Италија (3:25.16)
7. Швајцарска (3:28.52)
8. Француска (3:22.34)
9. Холандија (3:26.98)
10. Белгија (3:27.69)

Других 6 штафета пласирало се на основу најбољих резултата постигнутим између 7. марта 2018. и 6. септембра 2019.
1. Украјина (3:21.94)
2. Аустралија (3:23.81)
3. Индија (3:26.89)
4. Куба (3:23.21)
5. Нигерија (3:21.04)
6. Боцвана (3:26.86)

У загради су национални рекорди земаља учесница.

## Сатница
| Датум            | Време | Коло          |
| ---------------- | ----- | ------------- |
| 5. октобар 2019. | 19:55 | Квалификације |
| 6. октобар 2019. | 21:15 | Финале        |

Сва времена су по локалном времену (UTC+1)

## Резултати

### Квалификације
Такмичење је одржано 5. октобра 2019. године. У квалификацијама су учествовале 16 екипа, подељене у 2 групе. У финале су се пласирале по три првопласиране из група (КВ) и две на основу постигнутог резултата (кв).,,
Почетак такмичења: Група 1 у 19:55 и Група 2 у 20:07 по локалном времену.
| Поз. | Гру. | Ста. | Атлетичарке                                                                             | Штафета      | НР      | Вр.     | Бел.    |
| ---- | ---- | ---- | --------------------------------------------------------------------------------------- | ------------ | ------- | ------- | ------- |
| 1.   | 2    | 6    | Џесика Бирд, Алисон Филикс, Кендал Елис, Кортни Около                                   | САД          | 3:15,51 | 3:22,96 | КВ, СРС |
| 2.   | 1    | 7    | Ронеиша Макгрегор, Анастасија Ле-Рој, Тифани Џејмс, Стефани Ен Макферсон                | Јамајка      | 3:18,71 | 3:23,64 | КВ, СРС |
| 3.   | 2    | 3    | Зои Кларк, Џоди Вилијамс, Џесика Тарнер, Лави Нилсен                                    | У.Краљевство | 3:20,04 | 3:24,99 | КВ, НРС |
| 4.   | 1    | 4    | Ана Кјелбасињска, Малгожата Холуб-Ковалик, Патрицја Вићшкјевич, Јустина Свјенти-Ерсетик | Пољска       | 3:24,49 | 3:25,78 | КВ      |
| 5.   | 1    | 8    | Алисија Браун, Eјана Брижит Стиверне, Мадлин Прајс, Саге Вотсон                         | Канада       | 3:21,21 | 3:25,86 | КВ, НРС |
| 6.   | 2    | 2    | Катерина Климик, Олга Љакова, Тетјана Мелник, Хана Рижикова                             | Украјина     | 3:21,94 | 3:26,57 | КВ, НРС |
| 7.   | 2    | 4    | Хане Клас, Имке Вервает, Paulien Couckuyt, Камиле Лаус                                  | Белгија      | 3:27,69 | 3:26,58 | кв, НР  |
| 8.   | 1    | 3    | Lieke Klaver, Лисане де Вите, Бјанка Бак, Фемке Бол                                     | Холандија    | 3:26,98 | 3:27,40 | кв, НРС |
| 9.   | 2    | 9    | Марија Бенедикта Чигболу, Ајомиде Фолорунсо, Ђанкарла Тревизан, Рафаела Лукудо          | Италија      | 3:25,16 | 3:27,57 |         |
| 10.  | 1    | 5    | Бендере Обоја, Лорен Боден, Ели Бир, Ребека Бенет                                       | Аустралија   | 3:23,81 | 3:28,64 | НРС     |
| 11.  | 1    | 6    | Jisna Mathew, Мачетира Пувама Рају, Велува Корот Висмаја, Венкатесан Субха              | Индија       | 3:26,89 | 3:29,42 |         |
| 12.  | 1    | 9    | Амандин Бросје, Дебора Сананес, Елис Тринклер, Ањес Рахаролахи                          | Француска    | 3:22,34 | 3:29,66 | НРС     |
| 13.  | 2    | 5    | Зуриан Ечавариа, Росе Мари Алманза, Адријана Родригез , Роксана Гомез                   | Куба         | 3:23,21 | 3:29,84 | НРС     |
| 14.  | 2    | 8    | Леа Шпрунгер, Фанете Хумаир, Rachel Pellaud, Јасмин Гигер                               | Швајцарска   | 3:28,52 | 3:30,63 |         |
| 15.  | 1    | 2    | Blessing Oladoye, Patience Okon George, Abike Funmilola Egbeniyi, Favour Ofili          | Нигерија     | 3:21,04 | 3:35,90 |         |
|      | 2    | 7    | Оарабиле Баболаји, Thomphang Basele, Oratile Nowe, Амантле Моншо                        | Боцвана      | 3:26.86 | НС      |         |

### Финале
Такмичење је одржано 6. октобра 2019. године са почетком у 21:15 по локалном времену.,
| Пласман | Стаза | Атлетичарке                                                                               | Штафета              | Време   | Белешке      |
| ------- | ----- | ----------------------------------------------------------------------------------------- | -------------------- | ------- | ------------ |
|         | 7     | Филис Франсис, Сидни Маклохлин, Далила Мухамед, Wadeline Jonathas                         | САД                  | 3:18,92 | СРС          |
|         | 6     | Ига Баумгарт-Витан, Патрицја Вићшкјевич, Малгожата Холуб-Ковалик, Јустина Свјенти-Ерсетик | Пољска               | 3:21,89 | НР           |
|         | 4     | Анастасија Ле-Рој, Тифани Џејмс, Стефани Ен Макферсон, Шерика Џексон                      | Јамајка              | 3:22,37 | НРС          |
| 4.      | 5     | Зои Кларк, Џоди Вилијамс, Емили Дајмонд, Лави Нилсен                                      | Уједињено Краљевство | 3:23,02 | НРС          |
| 5.      | 2     | Хане Клас, Имке Вервает, Paulien Couckuyt, Камиле Лаус                                    | Белгија              | 3:27,15 |              |
| 6.      | 8     | Катерина Климик, Олга Љакова, Тетјана Мелник, Хана Рижикова                               | Украјина             | 3:27,48 |              |
| 7.      | 3     | Lieke Klaver, Лисане де Вите, Бјанка Бак, Фемке Бол                                       | Холандија            | 3:27,89 |              |
|         | 9     | Алисија Браун, Eјана Брижит Стиверне, Мадлин Прајс, Саге Вотсон                           | Канада               | Диск.   | чл. 163.3(а) |